# Pulau Payongpayongan
Pulau Payongpayongan är en ö i Indonesien.   Den ligger i provinsen Kalimantan Selatan, i den västra delen av landet, 1 000 km öster om huvudstaden Jakarta. Arean är 0,25 kvadratkilometer.
Terrängen på Pulau Payongpayongan är lite kuperad. Öns högsta punkt är 58 meter över havet. Den sträcker sig 0,9 kilometer i nord-sydlig riktning, och 0,6 kilometer i öst-västlig riktning.